# HEK-293

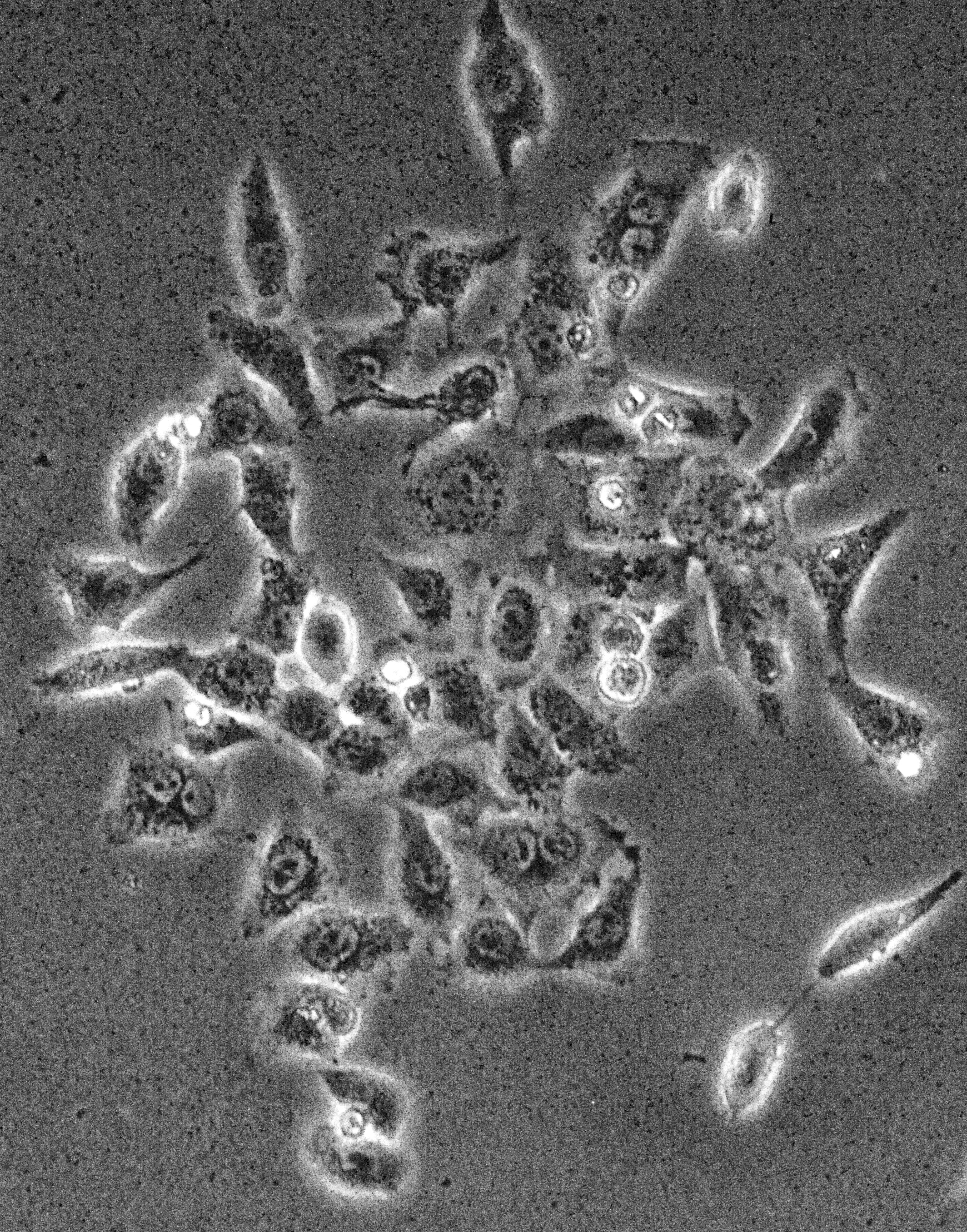
Клітини HEK-293 після кількох днів культивування (росту) у стандартному середовищі.

HEK-293 — клітинна лінія, також відома як Human embryonic kidney cells 293, HEK 293, HEK-293, 293, або, менш точно, HEK-клітини. Ця клітинна лінія була штучно отримана з нирки ембріону людини. HEK-293 широко використовують як модельну систему в клітинній біології. Основними причинами популярності цієї клітинної лінії є стабільна проліферація, а також легкість трансфектування. Цю клітинну лінію також використовують в біотехнології для виробництва терапевтичних протеїнів, а також вірусів для генотерапії.

## Походження
Клітинна лінія HEK-293 була створена в 1973 році шляхом трансформації культури людських ниркових ембріональних клітин фрагментами ДНК аденовіруса 5 в лабораторії Алекс ван дер Еба (англ. Alex van der Eb) в Лейдені, Нідерланди. Вихідна культура ембріональних ниркових клітин була отримана з єдиного, ймовірно здорового, плоду, легально абортованого відповідно до законодавства Нідерландів. Особа матері і причина аборту невідомі. Вихідна клітинна культура була створена особисто ван дер Ебом, тоді як трансформація аденовірусом була проведена Френком Грехемом (англ. Frank Graham), який на той момент був постдокторантом в тій самій лабораторії. Результати роботи були опубліковані в 1977 році, після того як Грехем залишив Лейден заради нової роботи в Університеті Макмастера в Канаді. Назва HEK походить від «англ. human embryonic kidney», тобто «людські ембріотичні ниркові». Число 293 походить від номера експерименту, занотованого в лабораторному журналі Грехема. Слід зазначити, що Грехем загалом здійснив вісім спроб трансформації, при цьому вдалося отримати лише один клон клітин, який культивували з певними труднощами протягом декількох місяців. Після періоду адаптації до умов культивування in vitro утворилася відносно стабільна лінія HEK-293.
Пізніше було встановлено, що під час трансформації відбулась вставка ~4,3 кБ лівого плеча вірусного геному в 19 хромосому людського геному.
Протягом багатьох років вважалось що клітини HEK-293 були отримані або з фібробластів, або з ендотеліальних, або з епітеліальних клітин; всі ці клітини широко поширені в нирках. Втім, оскільки процес штучної трансформації був вкрай низькоефективним, є підстави вважати, що клітини, які пізніше утворили лінію HEK-293, були певною мірою незвичними. Грехем та інші автори навели факти, які свідчать, що HEK-293 та інші лінії, що утворювались під час трансформації ембріональних ниркових клітин аденовірусом, мають багато ознак незрілих нейронів. Значно пізніше було проведене інтенсивне дослідження геномів і транскриптомів клітин HEK-293, а також 5 клітинних ліній які були виведені з HEK-293. Транскриптоми HEK-293 були порівняні з транскриптомами клітин людських нирок, надниркових залоз, гіпофізу, а також нейронів центральної нервової системи. Відповідно до цих даних, транскриптом клітин HEK-293 найбільш схожий на транскриптом клітин надниркових залоз, які в свою чергу володіють деякими властивостями нейронів. Ймовірним є сценарій коли клітини з надниркових залоз потрапили в вихідну культуру ниркових клітин і потім були трансформовані аденовірусом; тобто саме ембріотичні клітини-прекурсори надниркових залоз поклали початок лінії HEK-293. Відомо що аденовірус більш ефективно трансформує нейрональні клітини порівняно з епітеліальними нирковими клітинами.
Клітини HEK-293 мають дуже складний атиповий каріотип, тобто мають дві або більше копії кожної хромосоми, з модальними числом хромосом 64. Цей каріотип описаний як гіпотриплоїдний, тобто такий що містить більше ніж двократну (диплоїд) але меншу ніж трикратну (триплоїд) кількість хромосом. Серед хромосомних аномалій слід відзначити три копії X-хромосоми і чотири копії хромосом 17 і 22.

## Застосування

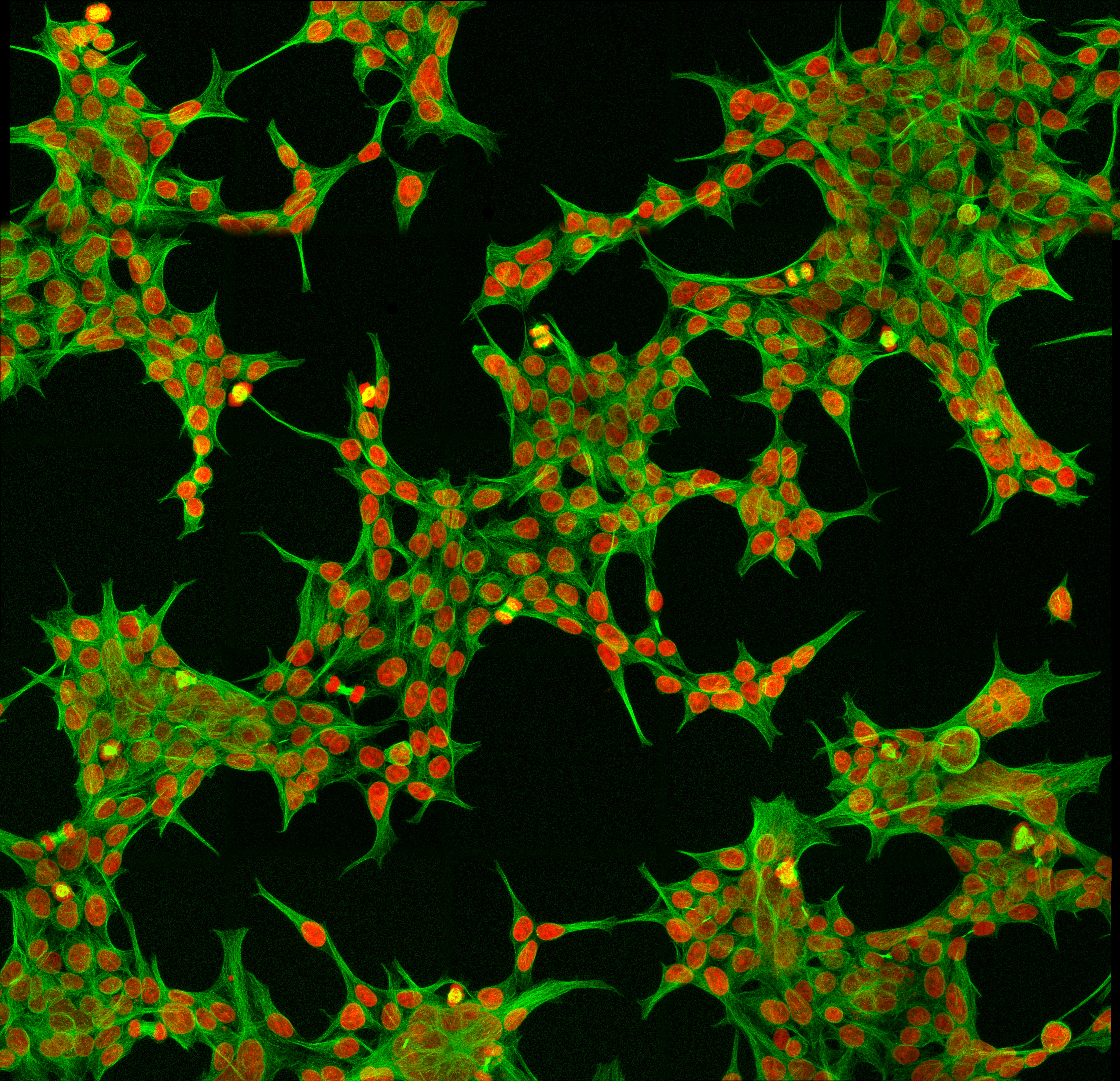
Мікроскопічне зображення імунофлуоресцентно фарбованих клітин HEK-293

Клітини HEK-293 легко вирощувати у культурі і трансфектувати. Їх часто використовують як організм-хост для експресії генів. Надзвичайно висока трансфектабельність (англ. transfectability) дозволяє використовувати різні способи трансфекції. Зокрема, трансфекція ДНК за допомогою фосфату кальцію дає майже 100 % ефективність.
Далі наведено деякі приклади таких експериментів з наукової літератури:
- Вивчення ефекту молекул ліків на натрієві канали[7]
- Тестування контрольованої системи для РНК-інтерференції[8]
- Вивчення білок-білкових взаємодій[9]

Іншою сферою застосування клітин HEK-293 є створення і розмноження аденовірусних векторів. Такі вектори є ефективними інструментами в молекулярній біології. Однак, оскільки аденовірус є також патогеном людини, він складає загрозу для науковців які з ним працюють. Щоб зменшити ризик, в молекулярній біології використовують модифікований аденовірус якому бракує ключових генів які необхідні для зараження людських клітин. Такий вірус може розмножуватись тільки в спеціальних лабораторних умовах, а саме в клітинній культурі яка сама експресує необхідні вірусу білки. Оскільки клітини HEK-293 були отримані внаслідок трансформації повноцінним аденовірусом, вони експресують необхідні білки. Саме тому вони є зручними для розмноження аденовірусних векторів із видаленими генами (такими як гени E1 та E3).